# Col de la Croix de Montvieux
Le col de la Croix de Montvieux est un col routier du Massif central, situé dans le département de la Loire au sud-est de Saint-Chamond. Son altitude est de 811 mètres.

## Géographie
Il constitue un quadripoint entre les communes de Pélussin à l'est, Doizieux, La Terrasse-sur-Dorlay et Saint-Paul-en-Jarez à l'ouest. Le col se situe dans un environnement agricole et forestier sur la route départementale 62, dans le parc naturel régional du Pilat.

## Histoire
Le col était autrefois un passage majeur dans le Pilat notamment entre les vallées du Gier et du Rhône par Saint-Paul-en-Jarez et Pélussin. Une infirmerie y était installée.

## Activités

### Commerce
Un restaurant avec vente à emporter s'y trouve.

### Cyclisme
Le col est emprunté par la 18e étape du Tour de France 2008 au km 163. Classé en 2e catégorie au Grand prix de la montagne, c'est l'Espagnol Carlos Barredo qui le passe en tête, mais ce résultat lui est retiré pour dopage. Lors de la 13e étape du Tour de France 2014, sur l'autre versant et cette fois en 3e catégorie, c'est l'Italien Giovanni Visconti qui le franchit en premier.